# Синцов, Дмитрий Матвеевич
 Дмитрий Матвеевич Синцов  (20 ноября 1867, Вятка, Вятская губерния, Российская империя — 28 января 1946, Харьков, Харьковская область, Украинская ССР, СССР) — русский и советский математик, доктор математики (1898), профессор (1903), академик АН УССР (1939), заслуженный деятель науки УССР (1935).

## Биография
Родился 20 ноября 1867 года[по какому календарю?] в семье первого председателя Вятской губернской земской управы Матвея Матвеевича Синцова (1835—1910). Его сестра, Надежда, была замужем за П. Ф. Бараковым.
По окончании в 1890 году курса на физико-математическом факультете Казанского университета, оставлен при университете стипендиатом для приготовления к профессорскому званию. 23 апреля 1894 года утверждён приват-доцентом при кафедре чистой математики. С 27 мая 1895 года — магистр, с 24 октября 1898 — доктор чистой математики. Летом 1896 и 1897 годов выезжал с учёной целью за границу.
25 октября 1899 года был назначен исполняющим должность ординарного профессора Екатеринославского высшего горного училища.
С 1903 года работал в Харьковском университете. В 1906 году возглавил Харьковское математическое общество
После Октябрьской революции Синцов принимал участие в организации высшего образования, в воспитании научных кадров, в работе Советов депутатов трудящихся. В 1938 году избран депутатом городского Совета депутатов трудящихся Харькова и депутатом Верховного Совета УССР.
Награждён орденом Трудового Красного Знамени. Во время Великой Отечественной войны работал в Уфе и Москве в Академии наук УССР. С мая 1944 года — снова в Харькове: руководил Научно-исследовательским институтом математики и механики Харьковского университета, принимал активное участие в восстановлении работы университета.
Умер 28 января 1946 года.

## Труды
Д. М. Синцов был одним из творцов геометрии неголономных систем, а его работы по геометрической теории дифференциальных уравнений (теории коннексов), развивающей идеи Альфреда Клебша, являются большим вкладом в эту отрасль науки.
- О функциях Бернулли дробных порядков : (Сообщ., чит. 24 февр. 1890 г. в 96 заседании Секции физ.-мат. наук О-ва естествоиспытателей при Имп. Казан. ун-те) / [Соч.] Студента Д. Синцова Казань : тип. Имп. ун-та, 1890
- Бернуллиевы функции с произвольными указателями / [Д. Синцов] Казань : тип. Ун-та, 1892
- Распространение данного Э. Пикаром нового доказательства существования интеграла системы дифференциальных уравнений 1 порядка на комплексные значения переменных / [Д. Синцов] Казань : Типо-лит. Имп. ун-та, 1893
- Систематический указатель книг и статей по чистой и прикладной математике, напечатанных в Казани по 1890 год включительно, составленный согласно постановлениям Парижского международного конгресса 1889 г. по библиографии математических наук Д. М. Синцовым Казань : Типо-лит. Имп. ун-та, 1893
- Заметки об уравнениях, аналогичных уравнению Риккати / [Д. Синцов] Казань : типо-лит. Ун-та, 1894
- Разложение произвольных степеней тригонометрических функций в степенные строки / [Соч.] Д. М. Синцова Казань : типо-лит. Ун-та, 1894
- Теория коннексов в пространстве в связи с теорией дифференциальных уравнений в частных производных первого порядка / [Соч.] Д. М. Свинцова, прив.-доц. Имп. Казан. ун-та Казань : типо-лит. Имп. ун-та, 1894
- Об одном свойстве поверхностей 2-й степени / [Д. Синцов] Казань : типо-лит. Имп. ун-та, [1896]
- К вопросу о рациональных интегралах линейных дифференциальных уравнений / [Соч.] Д. М. Синцова Казань : типо-лит. Имп. ун-та, 1897
- К заметке «Об одном свойстве поверхностей второй степени» / [Д. Синцов] Казань : типо-лит. Имп. ун-та, 1897
- Отчет о заграничной командировке в течение вакационного времени 1896 года (15 мая-15 авг.) / [Д. Синцов] [Казань] : типо-лит. Казан. ун-та, 1897
- Рациональные интегралы линейных уравнений / Д. М. Синцов Казань : типо-лит. Имп. ун-та, 1898
- К вопросу об особенных элементах коннекса / [Соч.] Проф. Д. М. Синцова Казань : типо-лит. Имп. Казан. ун-та, 1902
- Заметки по функциональному исчислению / [Д. М. Синцов] [Казань] : типо-лит. Имп. ун-та, 1903
- К вопросу о кривизне кривых линий / [Соч.] Проф. Дм. М. Синцова Казань : типо-лит. Имп. ун-та, 1903
- Отзыв ординарного проф. Харьковского университета Д. М. Синцова о письменных работах по математике, исполненных на окончательных испытаниях учениками VII-го дополнительного класса реальных училищ Харьковского учебного округа... и посторонними лицами, подвергавшимися вместе с учениками этим испытаниям в том же году Харьков : тип. и лит. М. Зильберберг и с-вья, [1907]-[1908]
- Геометрические приложения дифференциального исчисления : Ч. 1 и 2 : Лекции, чит. в осен. полугодии 1907 г. / Д. М. Синцов, проф. Харьк. ун-та Харьков : О-во взаимопомощи ст. математиков Харьк. ун-та, 1908
- Интегрирование дифференциальных уравнений : Курс, чит. 1908 г., в весен. полугодии / Проф. Д. М. Синцов Харьков : О-во взаимопомощи ст. математиков Харьк. ун-та, 1908 (типо-лит. С. Иванченко)
- Кафедры математики чистой и прикладной в Харьковском университете за 100 лет его существования (1805—1905) / Д. М. Синцов Харьков : тип. А. Дарре, 1908
- Кривая отражения солнца в море / [Соч.] Д. М. Синцова Харьков : тип. и лит. М. Зильберберг и с-вья, 1909
- Доклад по вопросу о согласовании программ средней и высшей школы / Д. Синцов. Харьков Москва : печ. А. И. Снегиревой, 1912
- Международная комиссия по преподаванию математики : (Очерк деятельности) / Проф. Д. М. Синцов Москва : печ. А. И. Снегиревой, 1912
- Интегрирование обыкновенных дифференциальных уравнений / [Соч.] Д. М. Синцова, проф. Имп. Харьк. ун-та Харьков : тип. и лит. М. Зильберберга и с-вья, 1913
- О преподавании аналитической геометрии в средней школе / Д. Синцов. Харьков Москва : печ. А. И. Снегиревой, 1914
- Заметка по поводу теоремы Польке / Д. Синцов. Харьков Москва : Печ. А. И. Снегиревой, [1915]
- Харьковская математическая библиография : Список кн., бр. и ст. по матем. наукам, напеч. в Харькове с 1805 по 1905 г. / Сост. проф. Д. М. Синцов Харьков : тип. и лит. М. Зильберберг и с-вья, 1915
- Краткий курс аналитической геометрии на плоскости : Учеб. для 7 кл. реал. уч-щ / Проф. Д. М. Синцов Москва : т-во И. Д. Сытина. Отд. сред. шк., 1916
- Лекции аналитической геометрии / [Соч.] Проф. Харьк. ун-та Д. М. Синцова 1916
- Формула Эрмита для приближенного вычисления сегмента кривой и её видоизменение / [Соч.] Д. Синцова [Казань] : типо-лит. Казан. ун-та, 1917